# Ecsenius shirleyae
Ecsenius shirleyae és una espècie de peix de la família dels blènnids i de l'ordre dels perciformes.

## Morfologia
- Els mascles poden assolir 2,8 cm de longitud total.[1]

## Reproducció
És ovípar.

## Hàbitat
És un peix marí de clima tropical que viu fins als 5 m de fondària.

## Distribució geogràfica
Es troba a Indonèsia.